# Aglaofiton
Aglaofiton (łac. Aglaophyton major) – jedna z najstarszych roślin telomowych, należąca do ryniofitów (zaliczana pierwotnie do rodzaju Rhynia). Prawdopodobnie porastała brzegi jezior, rzek lub bagien wczesnego dewonu (pragu).
Sporofit posiadał kłącza z chwytnikami. Z kłącza wyrastały widlasto (dychotomicznie) rozgałęziające się bezlistne pędy, dochodzące do 30–60 cm wysokości, zakończone na szczytach dość dużymi, wrzecionowatymi zarodniami. Zarodniki opisano pod odrębną nazwą Retusotriletes. Męski gametofit aglaofitona to prawdopodobnie odkryty później gatunek Lyonophyton rhyniensis Remy et Remy, 1980.
W kłączach aglaofitonu odkryto arbuskule – strzępki grzybów świadczące o istnieniu między tymi organizmami mykoryzy arbuskularnej.